# Triệu Lương Đống
Triệu Lương Đống (chữ Hán: 趙良棟, 1621 – 1697), tự Kình Chi hay Kình Vũ, hiệu Tây Hoa, người Ninh Hạ, Cam Túc , tướng lãnh nhà Thanh, có công dẹp loạn Tam Phiên, được sử sách liệt vào "Hà Tây tứ tướng", còn lại là Trương Dũng, Vương Tiến Bảo, Tôn Tư Khắc.

## Tham gia quân đội
Tổ tiên sống ở Du Lâm Vệ, Thiểm Tây. Năm Thuận Trị thứ 2 (1645), quân Thanh bình định Thiểm Tây, Lương Đống tòng quân, ở dưới quyền Tổng đốc Mạnh Kiều Phương, được nhiệm chức Đồng Quan thủ bị. Theo quân đi đánh Tần Châu, Củng Xương, đánh bại nghĩa quân của Hạ Trân, Vũ Đại Định. Được thụ chức Ninh Hạ thủy lợi đồn điền đô tư.
Năm thứ 5 (1648), dẹp người Hồi ở Hà Tây, bắt Đinh Quốc Đống. Lương Đống ở giữa đường được thăng làm Cao Đài Du kích.
Năm thứ 13 (1656), được Kinh lược Hồng Thừa Trù tiến cử, tòng chinh Vân, Quý, thụ chức Đốc tiêu Trung quân Phó tướng.
Năm Khang Hi nguyên niên (1662), được thăng làm Quảng La Tổng binh thuộc tỉnh Vân Nam. Trước sau đánh dẹp người Miêu các nơi Mã Nãi, Lũng Nạp, Thủy Tây.
Năm thứ 4 (1665), dời đi trấn thủ Bình Viễn thuộc Quý Châu, gặp tang cha, Ngô Tam Quế cho rằng Thủy Tây chưa yên, giữ lại để sai khiến. Lương Đống từ chối, cương quyết kháng lệnh, đồng liêu phải xin giúp, mới được về chịu tang.
Năm thứ 8 (1669), được khởi dụng chức Đại Đồng Tổng binh thuộc tỉnh Sơn Tây.
Năm thứ 11 (1672), dời đi trấn thủ Thiên Tân thuộc tỉnh Trực Lệ.

## Dẹp loạn Tam phiên

### Ổn định Ninh Hạ
Năm thứ 12 (1673), Ngô Tam Quế phản. Năm thứ 13 (1674), Ninh Hạ có binh biến, Đề đốc Trần Phúc bị hại. Cam Túc Đề đốc Trương Dũng tiến cử Lương Đống, ông được thăng làm Ninh Hạ Đề đốc.
Vào triều, tâu về việc xử trí loạn binh, xin chém kẻ cầm đầu, tha cho những kẻ bị bức bách tham gia, triều đình đồng ý. Lương Đống xin để vợ con ở lại kinh sư, được ban cho nhà cửa.
Kén trăm tinh binh đi gấp đến nhiệm sở, tuyên thượng dụ úy lạo. Giết kẻ xướng loạn là Bả tổng Lưu Đức, bắt đồng mưu là Tham tướng Hùng Hổ, những kẻ giết Trần Phúc là Doanh binh Diêm Quốc Hiền, Trần Tiến Trung. Rồi chia quân phòng ngự các nơi, phân tán đồng đảng những kẻ làm loạn, xin ý chỉ để chém bọn Hùng Hổ.

### Tòng chinh Xuyên, Điền

#### Thu phục Thành Đô
Khi ấy Đại tướng quân Đồ Hải đốc quân đi Bình Lương, đánh Vương Phụ Thần, Lương Đống cùng Bình Lương Đề đốc Vương Tiến Bảo đều chịu sự chỉ huy của ông ta, chia quân bình định Tần Châu, Tây Hòa, Lễ (huyện). Năm thứ 18 (1679), ông dâng sớ đi đưa quân Ninh Hạ tham gia tiến đánh Xuyên (Tứ Xuyên), Điền (Vân Nam), triều đình đồng ý, cho ở dưới trướng Đồ Hải. Đồ Hải bàn trước hãy lũy địch ở các nơi Sạn Đạo, Ích Môn Trấn, chia 4 đường tiến đánh; còn Lương Châu Đề đốc Tôn Tư Khắc dâng sớ xin hoãn ra quân, có chỉ trách cứ. Vào ngày hẹn tháng 10, Lương Đống đem quân bản bộ đến huyện Huy. Quân Thanh tiến phá Mật Thụ Quan, điều binh tập kích Hoàng Chử Quan nhằm chia sức địch; đôi bên đại chiến, phá được quân phiên, chiếm huyện Huy. Tư Khắc ra Lược Dương, thẳng đến Giai Châu. Quân Lương Đống từ huyện Huy tiến hạ Lược Dương, tướng phiên là Ngô Chi Mậu thua chạy. Ông lại tiến lấy Dương Bình Quan, thu hàng huyện Miện. Vương Tiến Bảo đi huyện Phượng để đánh Hán Trung, Lương Đống cùng ông ta hội quân ở Ninh Khương, rồi cho báo tiệp. Được thụ hiệu Dũng Lược Tướng quân, vẫn lĩnh Ninh Hạ Đề đốc.
Năm thứ 19 (1680), Lương Đống cùng Tiến Bảo chia đường tiến đến Bạch Thủy Bá, quân phiên bày trận ở Giáp Giang, nước sông lên cao, không có thuyền, địch lại bắn tên như mưa. Lương Đống đi đầu, lệnh cho chém kẻ nào thoái lui. Ông mặc giáp, thúc ngựa xuống nước mà vượt sông, quân Thanh đi theo, địch phát pháo, mấy chục người bị thương, không ai quay đầu. Quân phiên luống cuống bỏ chạy, quân Thanh đuổi thẳng đến Thanh Xuyên, đánh bại địch ở Thạch Hạp Câu, lại đánh bại địch ở Thanh Thiến Sơn, hạ Long An Phủ, vượt Minh Nguyệt Giang, đi qua Miên Trúc. Quân phiên tan rã, Tuần phủ phiên là Trương Văn Đức cùng tướng phiên là bọn Uông Văn Nguyên đều hàng, nên giành lại Thành Đô, từ lúc ra quân đến nay chỉ mới 10 ngày. Triều đình khen ngợi công lao của Lương Đống, thăng làm Vân Quý Tổng đốc, gia Binh bộ Thượng thư, vẫn lĩnh Tướng quân. Ông nghĩ mình đang là người của Ninh Hạ, nếu nhận việc ở Vân – Quý sẽ không thể tiếp tục tòng chinh, nên dâng sớ từ chối chức Tổng đốc, triều đình không cho. Các đại thần bàn Ninh Hạ chỉ nên đặt chức Tổng binh, triều đình lập tức cho con của Lương Đống là Triệu Hoằng Xán được ấm chức ấy, vẫn tiếp tục tòng chinh.

#### Để mất Kiến Xương
Khi ấy Vương Tiến Bảo cũng hạ Bảo Ninh, cùng bọn Kiến Uy Tướng quân Ngô Đan thu hàng Thuận Khánh, Trùng Khánh, Tuân Nghĩa, đều xong. Lương Đống chia bọn du kích Dã Quốc Dụng ở phía Tây thu hàng Nhã Châu, giành lại các vệ Tượng Lĩnh, Kiến Xương; ở phía đông lấy Tự Châu, bình định các huyện Nạp Khê, Vĩnh Ninh.
Dâng sớ xin gọi các quan viên ở Thiểm Tây, Tứ Xuyên bàn bạc việc lương hướng. Quân Thanh từ Tứ Xuyên chia đường: 1 từ Bảo Ninh ra Vĩnh Ninh, đến Triêm Ích; 1 từ Thành Đô ra Kiến Xương, đến Vũ Định, cùng tiến xuống Vân Nam. Triều đình đồng ý với lời tâu của ông, sau đó đề nghị Ngô Đan ra Vĩnh Ninh, Lương Đống ra Kiến Xương.
Ngô Thế Phiên sai bộ tướng là bọn Hồ Quốc Trụ, Hạ Quốc Tướng đánh chiếm Vĩnh Ninh, xâm phạm Lư Châu, Tự Châu, tụ quân uy hiếp Kiến Xương. Lương Đống gọi Tổng binh Chu Y Khách đưa 8000 quân đi giúp Kiến Xương, Chu Y Khách đánh không thắng, lui về Nhã Châu. Quân giữ Kiến Xương hết lương, bỏ thành mà chạy. Ông hặc Ngô Đan nắm binh không tiến, để Vĩnh Ninh rơi vào tay giặc, cùng việc Chu Y Khách lui quân, có chiếu lệnh Ngô Đan giao quân đội cho Phật Ni Liệt, bắt Chu Y Khách đến Hình bộ.

#### Thu phục Kiến Xương
Năm thứ 20 (1681), Lương Đống soái quân đến Triều Thiên Quan, sai Hoằng Xán ra Mã Hồ quấy nhiễu phía sau địch, giao chiến ở Phượng Hoàng Thôn, tái chiến ở Quan Âm Nhai. Quân phiên giữ nhai, Hoằng Xán đốc quân trèo lên tập kích phía sau, giết 300, bắt hơn 80 tên địch. Hoằng Xán lệnh cho bọn Tổng binh Lý Phương Thuật, Thiên Đồ đuổi đến Hoàng Mao Cương, quân phiên chia 3 đường chống lại, Hoằng Xán cũng chia quân ứng chiến, từ sáng đến chiều, quân Thanh đại thắng, chém tướng phiên Thẩm Minh, Trương Văn Tường, bọn Quốc Trụ bỏ trốn.
Quân Thành giành lại Lư Châu, Tự Châu, rồi hạ được Vĩnh Ninh, thu hàng Vinh Kinh. Lương Đống cùng Hoằng Xán hội quân ở Giáp Giang, hạ Nhã Châu, tiến lấy Kiến Xương. Vượt Kim Sa Giang, đến Vũ Định.

#### Thu phục Côn Minh
Đại tướng quân Bối tử Chương Thái thống lãnh 40 vạn quân Mãn, Hán các lộ Hồ Quảng, Quảng Tây tiến xuống Vân Nam, đánh tỉnh thành Vân Nam (tức Côn Minh), đóng đồn từ chùa Quy Hóa ở phía đông thành, cho đến Bích Kê Quan ở phía tây, kéo dài 40 dặm, ngay trước hồ Côn Minh, trong hồ không bày quân. Ngô Thế Phiên thu tàn quân cố thủ, nhờ đường thủy vận lương, giằng co mấy tháng không có kết quả.
Tháng 9, Lương Đống đến hội quân, xem xong doanh lũy, xin Chương Thái đánh gấp, vì giằng co lâu ngày, đại quân sẽ cạn lương. Chương Thái cho rằng không nên khinh suất, vả quân của Lương Đống vừa đến, cần được nghỉ ngơi. Ông không nghe, đưa quân bản bộ trong đêm đánh Nam Bá, phá lũy đoạt cầu, rồi xông vào thành. Chương Thái cho rằng quân Lương Đống đã mệt, nên tạm lui, để Tổng đốc Thái Dục Vinh thay thế, ông nói: "Quân ta liều chết lấy được đất này, sao lại nhường cho người ta chiếm mất?" Vì thế Chương Thái lệnh cho các cánh quân cùng tiến, quân phiên ra thành, giao chiến ở chùa Quế Hoa (tức chùa Quy Hóa), quân Thanh đều hăng hái xông lên, quân phiên đại bại, Ngô Thế Phiên bèn tự sát, tàn dư dâng thành đầu hàng. Dẹp xong loạn Tam Phiên.
Từ khi Ngô Tam Quế giữ Vân Nam, đến khi Thế Phiên đã tải nhiều năm, tích trữ một lượng tài sản rất lớn. Thành phá, các tương tranh nhau chiếm đoạt, chỉ có Lương Đống không lấy gì, còn nghiêm cấm bộ hạ không được tơ hào đến.

### Luận tội Kiến Xương
Chu Y Khách bị bắt ở Hình bộ, dâng sớ biện bạch rằng Lương Đống giao ít quân, lại không có tiếp ứng, nên phải lui về. Vương Tiến Bảo cũng dâng sớ nói để mất Kiến Xương là tội của Lương Đống. Ông lại dâng sớ hặc Y Khách giảo biện dối trá, đổ lỗi Tiến Bảo. Triều đình cho rằng quân tình cấp bách, tạm chưa xét đến.
Vân Nam đã yên, triệu Lương Đống về kinh sư, Tiến Bảo cũng vào triều, truyền dụ bỏ qua những gì 2 người công kích nhau, nhưng vẫn luận tội để mất Kiến Xương. Các đại thần bàn rằng Chu Y Khách đáng chém, Ngô Đan tước quan tịch, Lương Đống tước quan. Đế cho Chu Y Khách miễn chết làm nô, Ngô Đan tước quan, Lương Đống đổi thụ Loan nghi sứ.

## Cuối đời ấm ức
Năm thứ 22 (1683), Lương Đống dâng sớ trình bày chiến công, xin xét lại, các đại thần bàn rằng Lương Đống để mất Kiến Xương, lấy công chuộc tội; còn các tướng sĩ tòng chinh Hoằng Xán, Phương Thuật, Thiên Đồ đều gia hàm Tả Đô đốc. Ông xin nghỉ bệnh.
Năm thứ 25 (1686), triều đình niệm tình Lương Đống lấy Vân Nam, liêm khiết giữ pháp kỷ, phục nguyên hàm Tướng quân, Tổng đốc.
Năm thứ 27 (1688), vào triều, lại trình bày chiến công, triều đình lệnh cho về làng viết lại bản tấu cho đầy đủ.
Năm thứ 28 (1689), thụ thế chức Bái Tha Lạt Bố Lặc Cáp Phiên (tên Hán là Kỵ đô úy).
Năm thứ 30 (1691), Cát Nhĩ Đan quấy nhiễu biên cương, triều đình mệnh bọn Tây An Tướng quân Ni Nhã Hàn ra phòng ngự Ninh Hạ, đem việc quân hỏi Lương Đống.
Năm thứ 32 (1693), triều đình lấy Ninh Hạ Tổng binh Phùng Đức Xương đi Cam Châu, mệnh Lương Đống tạm lĩnh trấn binh. Ông hặc Đức Xương cắt giảm quân lương, Đức Xương bị bãi chức.
Năm thứ 33 (1694), triều đình mệnh Lương Đống soái quân đóng ở trú Thổ Lạt chống lại Cát Nhĩ Đan, được gọi về kinh sư.
Năm thứ 34 (1695), Lương Đống dâng sớ trình bày chiến công bị Đại tướng quân Đồ Hải, Chương Thái chèn ép, Đại học sĩ Nạp Lan Minh Châu lấp liếm, Đế trách ông nhỏ mọn, trả lại sớ, vẫn ban sắc vỗ về, cho thụ tước Nhất đẳng Tinh Kỳ Ni Cáp Phiên (tên Hán là Tử tước). Lương Đống đòi ở lại kinh sư, xin nhà cửa. Ngự sử Cung Tường Lân hặc ông kiêu ngạo buông thả, Đế tha cho, ban 2000 lạng bạc, lệnh về làng.

## Cái chết
Năm thứ 36 (1697), Lương Đống bệnh, Thượng thư Mã Tề từ Ninh Hạ về triều, tâu lên, có chiếu thăm hỏi, ban nhân sâm, đuôi hươu. Ít lâu sau thì mất, hưởng thọ 77 tuổi. Đế thân chinh Cát Nhĩ Đan, đến Du Lâm, truyền dụ rằng Lương Đống tính thô lậu, lòng hẹp hòi nên kém hòa hợp với mọi người, mắc nhiều lỗi lầm, nhưng niệm công tích của ông, nay lại đã mất, cho dời vợ con về nguyên quán, để sinh hoạt được yên ổn. Xa giá đến Ninh Hạ, mệnh cho Hoàng trưởng tử Dận Thì viếng tang, ban lễ Tế táng, thụy là Tương Trung.
Năm Càn Long thứ 47 (1782), xét công giành lại Tứ Xuyên, Vân Nam, cho rằng Lương Đống là cao nhất, được tiến tước Nhất đẳng Bá, thế tập võng thế (tức là đời đời không bị giáng phong).